# Доменгини, Анджело
А́нджело Доменги́ни (итал. Angelo Domenghini; род. 25 августа 1941, Лаллио) — итальянский футболист и футбольный тренер. Выступал на позиции нападающего.
В качестве игрока прежде всего известен по выступлениям за клуб «Интернационале», а также национальную сборную Италии.
Трёхкратный чемпион Италии, обладатель кубка Италии, двукратный обладатель Межконтинентального кубка, обладатель Кубка европейских чемпионов, в составе сборной — чемпион Европы.

## Игровая карьера

### Клубная карьера
Во взрослом футболе он дебютировал в 1960 году, выступая за команду «Аталанта», в которой провёл четыре сезона, приняв участие в 69 матчах чемпионата. За это время завоевал кубок Италии.
Своей игрой за эту команду привлёк внимание представителей тренерского штаба клуба «Интернационале», к которому присоединился в 1964 году. Сыграл за «нераззурри» следующие пять сезонов своей игровой карьеры. Большинство времени, проведённого в составе «Интера», был основным игроком атакующего звена команды. В составе «Интера» был одним из главных бомбардиров команды, имея среднюю результативность на уровне 0,37 гола за игру чемпионата. За это время добавил к списку своих трофеев два титула чемпиона Италии, становился обладателем Межконтинентального кубка, Кубка европейских чемпионов.
Впоследствии с 1969 по 1978 год играл в составе клубов «Кальяри», «Рома», «Эллас Верона», «Фоджа» и «Ольбия». В течение этих лет добавил в перечень своих трофеев ещё один титул чемпиона Италии (в составе «Кальяри»).
Завершил профессиональную игровую карьеру в клубе «Тренто», за который выступал в течение 1978/79 сезона.

### Выступления за сборную
В 1963 году он дебютировал в официальных матчах в составе сборной Италии. В течение карьеры в национальной команде, которая длилась 9 лет, провёл в форме главной команды страны 33 матча, забив 7 голов. В составе сборной был участником чемпионата Европы 1968 года в Италии, получив в том году титул континентального чемпиона, и чемпионата мира 1970 года в Мексике, где вместе с командой завоевал серебро.

## Карьера тренера
Он начал тренерскую карьеру в 1977, став играющим тренером клуба «Ольбия».
В дальнейшем возглавлял команды «Асти», «Самбенедеттезе», «Торрес» и «Дертона».
Наиболее титулованным клубом под руководством Доменгини стала «Новара», которую он возглавлял в качестве главного тренера до 1990 года.